# Günter Sawitzki
Günter Sawitzki (* 22. November 1932 in Herne; † 14. Dezember 2020) war ein deutscher Fußballtorwart. Er hat bei den Vereinen SV Sodingen und VfB Stuttgart von 1953 bis 1963 insgesamt 248 Oberligaspiele in den Ligen West und Süd absolviert, danach noch in der Fußball-Bundesliga bis 1971 für Stuttgart weitere 146 Ligaspiele. In der Fußballnationalmannschaft hat er von 1956 bis 1963 in zehn Länderspielen im Tor gestanden.

## Karriere

### Vereine
Sawitzki, in Herne geboren, begann beim Stadtteilverein Rasensport 1927 Holthausen mit dem Fußballspielen und wurde zur Saison 1953/54 vom Oberligisten SV Sodingen verpflichtet, für den er in drei Spielzeiten als Torwart 64 Punktspiele in der Oberliga West absolvierte. Das Debüt in der Oberliga West feierte Sawitzki am 10. Januar 1954 bei einem 4:2-Heimerfolg gegen den Meidericher SV; in seiner ersten Oberligasaison war er noch hinter Alfred Schmidt die Nummer 2 im Tor der Grün-Weißen im Schatten des Förderturms der Zeche Mont-Cenis. In seinem zweiten Jahr bei Sodingen, 1954/55, erreichte der Tabellenvierzehnte des Vorjahres unter Trainer Ludwig Tretter völlig überraschend die Vizemeisterschaft im Westen und die neue Nummer 1 hatte alle 30 Ligaspiele an der Seite von Mitspielern wie Johann Adamik, Alfons Nowak, Leo Konopczinski, Karl-Heinz Edler, Gerhard Harpers, Willi Demski und Franz Wächter bestritten. In der Endrunde um die deutsche Fußballmeisterschaft kam der Westvizemeister gegen den Hamburger SV, Viktoria 89 Berlin und den 1. FC Kaiserslautern auf 7:5 Punkte und hatte nur das erste Spiel am 15. Mai beim HSV mit 0:1 verloren. Am 22. Mai herrschte Massenansturm an der Schalker-Glückauf-Kampfbahn beim Endrundenspiel gegen die „Walter-Elf“ aus Kaiserslautern. An die 55.000 Zuschauer sollen in der 40.000 fassenden Arena drin gewesen sein. Das absolute Chaos soll geherrscht haben. Was Wunder, dass der SV Sodingen, dessen eigener Platz nicht endrundenreif war, seine Heimspiele nicht mehr in Schalke austragen durfte, sondern beim nächsten Mal sogar nach Köln-Müngersdorf reisen musste! Der ruhige und betont sachlich agierende Torhüter hatte alle sieben Endrundenspiele bestritten. Als Rückhalt von Sodingen ging die Vizemeisterschaft zu wesentlichen Teilen auf seine Leistung zurück. Im Lexikon über den Revier-Fußball wird er deshalb auch wie seine Vereinskollegen Konopczinski und Harpers im „Revier-Team“ der Saison 1954/55 als Torhüter aufgeführt. Zum Abschluss seiner dritten Saison in Sodingen, 1956/57, wurde er von Bundestrainer Sepp Herberger zuerst am 31. Mai 1956 in die B-Nationalmannschaft und am 13. Juni auch in die A-Nationalmannschaft berufen.
Zur Saison 1956/57 verpflichtete ihn der VfB Stuttgart, für den er bis 1971 über 400 Spiele bestritt. Unter Trainer Georg Wurzer debütierte der Neuzugang aus Sodingen erst am 17. März 1957 bei einem 2:1-Heimerfolg gegen den Freiburger FC in der Oberliga Süd. Mittelläufer Robert Schlienz dirigierte im damaligen WM-System als Mittelläufer die Abwehr und Karl Bögelein hatte mit 22 Ligaeinsätzen noch die Nummer eins verteidigt. Ab seinem zweiten Stuttgarter Jahr, 1957/58, war Sawitzki aber die unumstrittene Nummer eins im Tor des VfB, mit dem er 1958 auch den DFB-Pokal gewann. Zuvor hatte sich das Team mit dem Ring auf der Brust mit Erfolgen gegen den FC Eislingen, SV Wiesbaden, Viktoria Aschaffenburg, TSG Ulm 1846, 1. FC Nürnberg und mit einem 2:1 am 25. Juni 1958 im Finale gegen den FC Schweinfurt 05 die Süddeutsche Pokalmeisterschaft geholt und sich damit für den DFB-Pokal qualifiziert. Nach dem Halbfinale gegen den 1. FC Saarbrücken wie auch dem Endspiel gegen Fortuna Düsseldorf wurde die Leistung von Sawitzki besonders gewürdigt: „Mann des Tages war Stuttgarts Torhüter Günter Sawitzki, an dem die Saarbrücker Stürmer schier verzweifelten“ hies es nach dem Halbfinale, sowie „neben Nachlässigkeiten in der Konzentration war es vor allem VfB-Schlussmann Sawitzki gewesen, der Düsseldorf den Nerv raubte; Stuttgarts Zerberus, der seinen in jenen Tagen für einen Mann höchst ungewöhnlichen Pferdeschwanz stets unter einer Mütze versteckte, war in Hochform gewesen und hatte mit zahlreichen Glanztaten die 1:0-Pausenführung des VfB gesichert“, war zum Endspiel notiert. Am 5. Mai 1963 bestritt Sawitzki bei einem Nachholspiel auf dem Bieberer Berg gegen Kickers Offenbach das letzte Spiel in der Oberliga Süd. Bei einem 1:1-Remis hatten vor dem Torhüter die Spieler Hans Eisele, Günter Seibold, Rudi Entenmann, Klaus-Dieter Sieloff und Eberhard Pfisterer die Defensive der Mannschaft von Trainer Kurt Baluses gebildet, welche den 6. Rang belegte und damit für die neu geschaffene Fußball-Bundesliga qualifiziert war.
1963 qualifizierte er sich mit dem Team für die Bundesliga, in der er bis 1968 Stammtorhüter und Mannschaftskapitän war. Danach wurde er vom erst 20-jährigen Gerhard Heinze im Tor und von Theodor Hoffmann als Kapitän abgelöst. In der Bundesligapremierensaison bestritt er 29 von 30 Punktspielen, wobei er am 24. August 1963 (1. Spieltag) bei der 0:2-Niederlage im Auswärtsspiel gegen den FC Schalke 04 debütierte. Mit der Verdrängung durch Gerhard Heinze spielte er fortan für die Amateurmannschaft des VfB, mit der er 1971 das Endspiel um die Deutsche Amateurmeisterschaft erreichte, das jedoch mit 0:1 gegen den SC Jülich verloren wurde. Er war Torhüter in der Bundesliga unter den Trainern Baluses, Rudi Gutendorf, Albert Sing und Gunther Baumann und lernte als Mitspieler Akteure wie Gilbert Gress und Bo Larsson kennen. Der große Erfolg mit dem VfB gelang aber nicht mehr.
Seine letzten beiden Spiele für den VfB Stuttgart bestritt er in der Bundesliga – nach Reaktivierung wegen des gleichzeitigen Ausfalles der Keeper Heinze und Hauser – in der Saison 1970/71 am 24. und 31. Oktober 1970 (12. und 13. Spieltag) beim 2:1-Sieg im Heimspiel gegen Eintracht Frankfurt und bei der 1:4-Niederlage im Auswärtsspiel gegen Borussia Mönchengladbach unter Trainer Branko Zebec.
Nach insgesamt 248 Oberliga- (davon 64 für Sodingen, 184 für Stuttgart) und 146 Bundesligaspielen beendete „Sawi“ 1971 im Alter von 38 Jahren seine Karriere beim VfB Stuttgart. Die Integration des Westfalen war gelungen – schon nach kurzer Zeit war der Herner „adoptierter Schwabe“ und hatte verinnerlicht, dass man im Ländle vor allem „schaffe“ muss, um Anerkennung zu finden. Die fand der Mann mit der Schiebermütze in 184 Ober- und 146 Bundesligaspielen für den VfB reichlich.

### Nationalmannschaft
Sein Debüt in der B-Nationalmannschaft, in der zu diesem Zeitpunkt auch sein Sodinger Mitspieler Gerhard Harpers spielte, gab Sawitzki am 31. Mai 1956 in Barcelona. Beim 5:2-Sieg über die spanische B-Auswahl debütierten auch Horst Szymaniak, Jakob Miltz, Erich Bäumler und Heinz Wewers im schwarz-weißen Dress der „zweiten Garde“. Bis Oktober 1958 hütete Sawitzki in drei von sieben weiteren Spielen das Tor der B-Elf.
In der A-Nationalmannschaft spielte er von 1956 bis 1963 insgesamt zehn Mal (zweimal in seiner Zeit bei Sodingen, acht Mal bei Stuttgart). Dabei nahm er mit der Nationalelf an den Fußball-Weltmeisterschaften 1958 in Schweden und 1962 in Chile teil, jedoch ohne eingesetzt zu werden. 1958 blieb er „auf Abruf“ in der Heimat und 1962 setzte Bundestrainer Herberger auf den jungen Wolfgang Fahrian. Sein erstes Länderspiel bestritt Günter Sawitzki am 13. Juni 1956 in Oslo beim 3:1-Sieg über die Auswahl Norwegens, sein letztes am 3. November 1963 in Stockholm bei der 1:2-Niederlage gegen die Auswahl Schwedens, als er mit dem Verteidigerpaar Hans Nowak und Jürgen Kurbjuhn sowie der Läuferreihe Willi Schulz, Leo Wilden und Stefan Reisch die Abwehr bildete.
Neben den offiziellen Länderspielen für den DFB nahm das VfB-Idol noch an diversen Repräsentativ- und Auswahlspielen teil: Am 29. Juni 1957 vertrat er erstmals Süddeutschland beim Spiel in Karlsruhe gegen die Auswahl von Norddeutschland (2:2); am 12. April 1959 gewann er mit Süddeutschland mit 2:1 in Hannover gegen Norddeutschland; ebenso siegte er mit Süddeutschland am 3. März 1962 in Dortmund mit 5:3 gegen Westdeutschland, da wurde er aber in der zweiten Halbzeit von Wolfgang Fahrian abgelöst. Auch stand er im entscheidenden Test zwischen einer DFB-Auswahl A und DFB-Auswahl B am 21. März 1962 in Saarbrücken im Tor und zwar in der mit 5:4 siegreichen A-Auswahl. Danach wurde er zusammen mit Hans Tilkowski und Fahrian für die WM-Tage in Chile nominiert, kam aber in Südamerika nicht zum Einsatz. Nach dem Ausscheiden in Chile reiste die DFB-Delegation sofort nach New York ab, wo sie ein Auswahlspiel gegen den Deutsch-Amerikanischen Fußball-Bund austrug. Das Spiel fand am 17. Juni statt und die DFB-Auswahl gewann mit Torhüter Sawitzki, den Verteidigern Nowak und Kurbjuhn sowie dem Lauf mit Hans Sturm, Wilden und Herbert Erhardt mit 7:2 Toren. Der ebenfalls im WM-Turnier nicht eingesetzte Nürnberger Heinz Strehl erzielte vier Tore.